# Фрондарола (Терамо)
Фрондарола (итал. Frondarola) је насеље у Италији у округу Терамо, региону Абруцо.
Према процени из 2011. у насељу је живело 288 становника. Насеље се налази на надморској висини од 438 м.